# Павловићи
Павловићи или Јабланићи су српска средњовековна породица која је у доба Краљевине Босне (крај XIV и прва половина XV века) управљала источним и југоисточним деловима данашње Босне и Херцеговине, званом Земље Павловића. Њихов најпознатији представник и био је кнез Павле Раденовић (ум. 1415). Након османског освајања Краљевине Босне (1463) Павловићи нестају са историјске сцене.

## Прошлост породице Павловића
Најстарији познати члан Павловића био је локални властеличић Раден Јабланић. Његов син Павле Раденовић (?-1415) се уздиже током владавине Твртка I (1338—1391) и постаје један од најмоћнијих великаша краљевине Босне владајући простором око Криваје и Праче. Као дјечак боравио је на двору краља Стефана Твртка. После смрти најмоћнијег босанског краља, почиње процес осамостаљивања властеле и слабљења Босне. У овом процесу Павловићи су се издигли у ранг најмоћнијих српских великаша.
Пошто су браћа Бељак и Радич Санковић 15. априла 1391. године мимо знања краља Стефана Дабише продали додјељене посједе у Конавлима Дубровнику, и тим чином продали државну територију о којој је краљ могао само одлучивати, на Санковиће је покренута војна акција коју су предводили војвода Влатко Вуковић и кнез Павле Раденовић. Павловићи заузимају Конавле те проширује своје посједе, контролишући са Влатком царину на Леденицама.
Павле одржава добре односе са Дубровачком републиком и 1397. године постаје њен грађанин издавши Дубровчанима повељу о слободној трговини и заштити на његовим посједима. Као један од најмоћнијих велможа краљевине Босне активно учествује у превирањима око власти, како у Босни тако и у Угарској подржавајући Ладислава Напуљског против Жигмунда Луксембуршког. Павле умире 1415. године од последица рањавања које је задобио у лову на Пареној Пољани, недалеко од Краљеве Сутјеске односно Бобовца. Том приликом су га на пољани напали завјереници из породице Златоносовића, по налогу краља Стефана Остоје и Сандаља Хранића нанијевши му смртоносне повреде. Самог Павла су убили Сандаљеви људи, а сина му Петра свезали су и послали у блиски Бобовац.
Наслеђују га синови Петар (1415—1420), који 1420. године гине у борби са Османлијама, те Радослав (1420—1441) који је био ожењен Теодором, ћерком Вукца Хранића Косаче и сестром Стефана Вукчића Косаче.
Војводе Сандаљ Хранић и Радослав Павловић су номинално били под краљевом круном. Они су најприје Сандаљ 1419, а затим и Радослав 1426. године продали Дубровчанима свој дио Конавља, да би од 1430. до 1432. године водио против њих рат око Цавтата освојивши га. Извјесно вријеме владао је мир, али када су Дубровчани почели 1429. године прокопавати малу превлаку којом је Цавтат спојен са копном, имајући у виду да га претворе у тврђаву којом би бранили посједе у Конавлима. Ово је засметало Радославу Павловићу, па је то и искористио као повод за рат са Дубровачком републиком, тврдећи да он није продао Конавле већ их само заложио.
У овом рату Дубровник се обратио за помоћ од деспота Ђурђа Бранковића, краља Стефана Твртка II Котроманића, султана Мурата Другог и краља Жигмунда. Као најближи савезници били су им Сандаљ Хранић и краљ Твртко. Током октобра 1430. дубровачки посланици су пред султановом портом успјели да докажу да је Радослављева повеља коју је приложио као доказ својих тврдњи фалсификат. Дубровчани су издејствовали да им се врате Конавле и тражили су безуспјешно одштету у износу од 600.000 дуката.
Поред Дуброника, Радослав се сукобљавао и са Косачама, породицом своје жене успјевши да Стефана Вукчића Косачу потисне из Приморја. У хумском дијелу територија Павловића била је уоквирена територијом Косача и ту се граница мијењала зависно од променљивих односа између ове двије породице. Сужавање територије почело је продајом половине Конавала Дубровчанима 1426. (запечаћено миром 1432) и губитком Требиња и жупу Врм 1438. године, када је га заузео Стефан Вукчић.
Након смрти војводе Радослава новембра 1441. године, на чело властелинске куће Павловића долази његов син Иваниш Павловић. Првим потезима Иваниш је потврдио мир са Дубровником и све уговоре својих претходника, а Дубровчани су децембра 1442. године потврдили Павловићима сва права и повластице. Други дипломатски корак био је измирење са ујаком Стефаном Вукчићем Косачом, са којим су Павловићи били у сукобу, а који им је преотео територије у Приморју. Умро је 1450. године, а наслиједила су га браћа Петар и Никола. Њих двојица стају уз краља Стефана Томаша у борби за одбрану Краљевине Босне против Османлија. Обојица су страдала 1463. године током пада краљевине Босне под османлијску власт, чиме је угашена властелинска породица Павловић.
У блиском сродству са овом породицом била је босанска краљица Кујава Раденовић.

## Посјед породице Павловић
Павловића земља је историјска област која је настала у средњем вијеку као посебна управна цјелина средњовјековне Босне, а којом је владала династија Павловића. Обухватала је већи дио данашње источне Босне. Назив Павловића земља је узет из патронимика, који су носили три генерације Павлових потомака. Водећи град Земље Павловића био је град Борач, који се налазио недалеко од данашњих Месића у Рогатици.
Најзначајније тврђаве под њиховом контролом биле су:
- Борач
- Павловац
- Градина код Пала
- Ходиђед и Врхбосна
- Миљацки град
- Вишеград
- Олово
- Требиње
- Цавтат

Поред тога имали су неколико царина, од којих су најзначајније биле код:
- Олова

## Владари из породице Павловића
- Јаблан (?-?), властеличић
- Раден Јабланић (?-?) (поменут 1380), властеличић
- Павле Раденовић (~1370-1415), кнез
- Петар I Павловић (1415—1420), војвода
- Радослав Павловић (1420—1441), Велики војвода
- Иваниш Павловић (1441—1450), војвода
- Петар II Павловић (1450—1463), војвода
- Никола Павловић (1450—1463), кнез